# Meliaduse II d'Este
Meliaduse II d'Este (... – Sassuolo, 1567) è stato un vescovo cattolico italiano.
Figlio di Scipione d'Este di Meliaduse e di Leonarda Fregoso, nel 1501 fece parte dei nobili inviati da Ercole I d'Este a Roma presso papa Alessandro VI per portare Lucrezia Borgia in sposa ad Alfonso I d'Este. Si dimise dall'incarico nel 1506.
Ebbe un figlio naturale: Ercole.

## Stemma
| Immagine | Blasonatura |
| -------- | --- |
| \| \|    | Meliaduse d'Este Vescovo di Comacchio Stemma della famiglia d'Este. Lo scudo, accollato a una croce astile patriarcale d'oro, posta in palo, è timbrato da un cappello con cordoni e nappe di verde. Le nappe, in numero di dodici, sono disposte sei per parte, in cinque ordini di 1, 2, 3. |
|          | |